# Zona di controllo (gioco)

Esempio di zona di controllo. I sei esagoni blu che circondano l'esagono centrale azzurro (0303) formano la sua ZOC

Nei wargame la zona di controllo (ZOC) è costituita dalle caselle adiacenti a quelle occupate da un'unità. Per esempio in una mappa esagonale i sei esagoni adiacenti a un esagono occupato da un'unità sono considerati la sua "zona di controllo".

## Effetti in gioco
Le zone di controllo vengono generalmente usate per rappresentare le parti di una mappa su cui una formazione militare terrestre ha un'influenza diretta, grazie alla gittata delle sue armi e alla distanza da cui le sue subunità possono essere assegnate rispetto al suo centro di gravità. Spesso le regole includono un elenco di effetti specifici associati con una zona di controllo. Questi tipicamente possono essere:

### Effetti sul movimento
BloccanteImpediscono il movimento, inclusa l'avanzata o la ritirata volontaria. Le unità devono fermarsi quando entrano in un esagono controllato da un avversario e possono lasciarla solo come conseguenza di un combattimento. Un esempio di un regolamento con ZOC di questo tipo è Kassala, pubblicato nel libro The Complete Book of Wargames
RigidaImpedisce il movimento successivo nel turno corrente inclusa l'avanzata o la ritirata volontaria. Le unità devono fermarsi quando entrano in un esagono controllato dall'avversario e possono lasciarlo solo come conseguenza di un combattimento o all'inizio del turno successivo.
Elastica e fluidale unità possono entrare e uscire dalla ZOC pagando un costo aggiuntivo in punti movimento.
Apertala ZOC no ha effetti sul movimento.
Ibridain alcuni regolamenti la ZOC ha effetti ibridi sul movimento, per esempio in  Superpowers at Wars (David "Zeb" Cook e Douglas Niles, 1985)) le unità devono arrestare il proprio movimento entrando in una ZOC avversaria e pagare un costo aggiuntivo di un punto movimento. Possono inoltre spostarsi da una ZOC avversaria a una adiacente.

### Effetti sul combattimento
Attivaobbliga ad attaccare ogni unità avversaria che si trovi in una propria ZOC.
Inattivanon obbliga a combattere.
Fuoco di opportunitàin alcuni wargame come in Ruweisat Ridge: The First Battle of El Alamein  (Douglas Niles, 1986) quando un'unità entra in una ZOC avversaria è soggetta al fuoco di opportunità nemico. Questa è un'opzione a discrezione del giocatore che controlla l'unità la cui ZOC viene penetrata.

### Effetti sulle linee di rifornimento
Interdittivablocca il percorso delle linee di rifornimento nemiche che passino attraverso una ZOC avversaria.
Soppressivablocca il percorso delle linee di rifornimento nemiche che passino attraverso una ZOC avversaria, a meno che non sia occupata da un'unità amica.
Permissivanon influenza le linee di rifornimento.

### Effetti sulla ritirata
Interdittivaimpedisce la ritirata di un nemico lungo un percorso che passi attraverso una ZOC di un'unità amica. Un'unità che non ha può ritirarsi viene eliminata.
Soppressivaimpedisce la ritirata lungo un percorso che attraversa una ZOC nemica, a meno che non sia occupata un'unità amica[. Un'unità che non ha può ritirarsi viene eliminata.
Permissivanon ha effetti sulla ritirata.

### Effetti sulle unità nascoste
Le unità nemiche nascoste che si trovano all'interno di una ZOC amica sono rivelate.

### Effetti sulle ZOC avversarie
Cancellazionecancella parzialmente gli effetti di una ZOC nemica

## Uso strategico
Le zone di controllo rappresentano anche gli effetti indiretti che un'unità militare ha sulla velocità di movimento di unità nemiche nelle sue vicinanze. Ciò rappresenta il fatto che un'unità che si trovi profondamente all'interno del territorio amico può muoversi alla massima velocità, mentre man mano che si avvicina al territorio controllato dal nemico la sua velocità diminuisce drasticamente anche fino a metri all'ora, che in termini di gioco è indistinguibile dall'arrestarsi.
I giochi strategici generalmente usano le zone di controllo come metodo per bilanciare il combattimento e aggiungere forza extra a un'unità che si supportano a vicenda. L'uso delle zone di controllo e in particolare della possibilità di arrestare il movimento avversario permette di formare delle linee di difesa distribuendo nel modo migliore possibile le unità ed è uno strumento utile per la strategia difensiva del giocatore che controlla la fazione sfavorita.
Ci sono diversi metodi di formare una linea difensiva. Generalmente la migliore è quella della figura 1, in cui c'è un esagono di spazio tra un'unità e la successiva. Con questo tipo di disposizione ogni unità può essere attaccata contemporaneamente da un massimo di due lati alla volta e in caso di successo di un attacco nemico le sue unità rimarranno probabilmente in una posizione esposta e facilmente circondabile. Una difesa come quella della figura 2 (con due spazi tra un'unità e l'altra) offre all'attaccante la possibilità di attaccare una singola unità avversaria da tre o più esagoni contemporaneamente. In alternativa la figura 3 mostra una linea compatta senza spazi tra le unità, ma questa disposizione oltre a utilizzare più unità espone al rischio di un attacco frontale-ai fianchi che permetta di eliminare una delle unità in difesa (le unità amiche a fianco di un'amica vengono fatte arretrare da due attacchi laterali e il loro posto occupate da unità avversarie, a questo punto un attacco frontale contro quella centrale la elimina perché si trova circondata dalle ZOC avversarie e non può più ritirarsi). Una linea di difesa alternativa può essere basata lungo la spina degli esagoni (come nella figura 4) che espone comunque all'attacco da almeno tre lati ogni unità, oppure facendo avanzare un'unità sì e una no in modo che solo quelle avanzate sono esposte ad attacchi da tre lati (e in questo caso posizionare nelle posizioni avanzate le unità più forti)
Ovviamente l'effettiva linea difensiva utilizzata dipende anche dai limiti e dalle opportunità del terreno lungo cui sono schierate le unità.

Figura 1: linea difensiva ottimale
Figura 2: linea difensiva con due esagoni tra le unità
Figura 3: linea difensiva compatta
Figura 4: linea difensiva lungo la spina degli esagoni
Figura 5: linea difensiva lungo la spina degli esagoni con saliente rinforzato